# Gosztonyia antarctica
Gosztonyia antarctica je nově ustavený rybí druh který je v současnosti jediným druhem monotypického rodu Gosztonyia. Je to ryba "úhořovitého" vzhledu, obdobně jako většina druhů z čeledi slimulovitých. Fotografie viz .
Nový druh, který popsal Jesús Matallanas, španělský badatel z Universitat Autónoma de Barcelona, byl vyloven z hloubky asi 650 m v Jižním oceánu, v okrajovém Bellingshausenově moři rozkládajícím se na západ od Antarktického poloostrova.
Nový druh byl popsán na základě odchycených čtyř kusů které byly velké od 25,4 do 30 cm, podrobný popis viz . Rod Gosztonyia byl pojmenován podle velkého znalce čeledi slimulovitých kterým byl Atila Esteban Gosztonyi.